# 芝加哥大学法学院

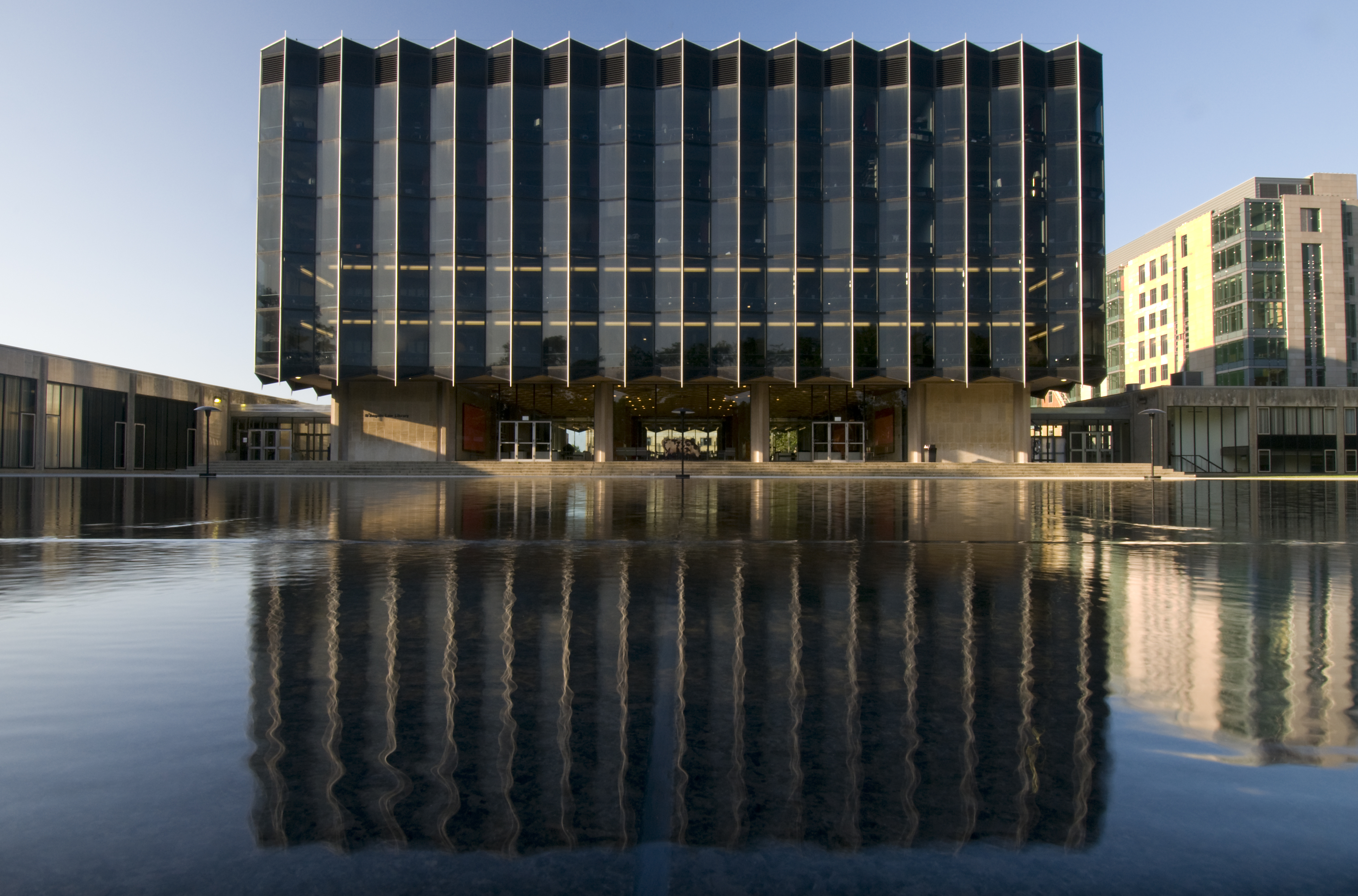
法学院大楼

芝加哥大学法学院（University of Chicago Law School）是一所自1902年起在美国伊利诺伊州芝加哥创设的法学院，附属于芝加哥大学。该学院以其对法律经济学的影响而著称。
该学院在《美国新闻与世界报道》的2024年法学院排名里被评为第3名。
美国总统奥巴马于1993年至2005年競選聯邦參議員的12年中一直在芝加哥大學法學院任職憲法講師。